# Rupert német király
Pfalzi Rupert (németül: Ruprecht von der Pfalz), (1352. május 5. – 1410. május 18.) német király 1400-tól, rajnai palotagróf és választófejedelem (pfalzi választó) 1398-tól III. Rupert néven. A Wittelsbach-ház tagja. I. Mária (1363–1401) szicíliai királynő elsőfokú unokatestvére.

## Élete

### Ifjúkora
II. Rupert rajnai palotagróf és választófejedelem, valamint Aragóniai Beatrix szicíliai királyi hercegnő (II. Péter szicíliai király és Görzi Erzsébet karintiai hercegnő leánya) fiaként látta meg a napvilágot Ambergben. Anyja ágán Bajor Erzsébet német királynénak, IV. Konrád német király özvegyének és II. Menyhért karintiai hercegnek volt az ükunokája. Már fiatalon részt vett a választófejedelmi rangú Rajnai Palotagrófság kormányzásában, amit apja halála után megörökölt 1398-ban.

### Megválasztása
Ő lett a négy választófejedelem egyike, akik 1400 augusztusában Oberlahnsteinban (ma Lahnstein része) találkoztak és elmozdították trónjáról Vencelt. Ezt követően a rhensi gyűlésen a három egyházi választófejedelem, valamint saját szavazata révén nyerte el a német trónt. 1401. január 6-án koronázták meg Kölnben.
A lemondani nem hajlandó Vencel ellen betört Csehországba, de vállalkozása sikertelenül végződött. A kettejük között ekkor meginduló tárgyalások, amelyek során Vencel felajánlotta Rupertnek a római királyi címet császárként való elismerése fejében, kudarcot vallottak.

### Itáliai hadjárat
Rupert 1401-ben hadjáratot indított – Firenze támogatásával – az Appennini-félszigetre, melynek célja Milánó meghódítása volt. A király tervei között szerepelt a császári korona megszerzése is. Hamarosan megütközött – a még Vencel által 1395-ben milánói hercegi rangra emelt – Gian Galeazzo Viscontival, de súlyos vereséget szenvedett tőle. Gian Galeazzo Vencelt is megpróbálta Itáliába hívni, de annak otthoni gondjai és Gian Galeazzo halála miatt nem tört ki Ruperttel a háború. Rupert 1401 őszén átkelt az Alpokon, de csapatai felbomlottak és 1402-ben Rupert, túl szegényen ahhoz, hogy új hadjáratot szervezzen, visszatért Németországba. Balsikere lázongást okozott Németországban, de a király találkozott néhány követőjével, hogy kivívja a békét és 1403 októberében elismertette magát IX. Bonifác pápával. Ez okozta Vencel végső bukását.

### Belső lázongások
Rupert ezek után már nem vett részt lényeges vállalkozásban, ami érthető is, mert a Luxemburg (Brandenburg, Csehország) és egyes Habsburg-tartományok (Ausztria), valamint Szászország nem ismerte el uralmát. Saját hívei közül előbb a mainzi választóval került viszályba, majd a birodalmi jogoknak területükön való érvényesítése miatt a badeni őrgróffal és a württembergi gróffal. 1405-ben a sértett II. János érsek utóbbi két fejedelemmel és 17 sváb birodalmi várossal létrehozta ellene a Marbachi Szövetséget, amit Rupert kénytelen volt elismerni.

### Egyházszakadás kérdése
Rupert az egyházszakadás megszüntetésében nem játszott szerepet. Az 1409-es pisai zsinat V. Sándort emelte a pápa trónra – de így már 3 pápa lett. A zsinat Vencelt ismerte el római királynak, ennek ellenére Rupert Sándor mellé állt. A birodalom egyes területein – az éppen időszerű helyzettől függően – XII. Gergelyt támogatták.
Rupert helyzetét a birodalmon belül az 1410-ben a mainzi érsekkel harcban álló hesseni és braunschweig–lüneburgi tartományurakkal megkötött Marburgi Szövetség megerősítette ugyan helyzetét, de ezt már nem tudta kihasználni: 1410. május 18-án Landskron várban, közel Oppenheimhez befejezte életét.

## Családja

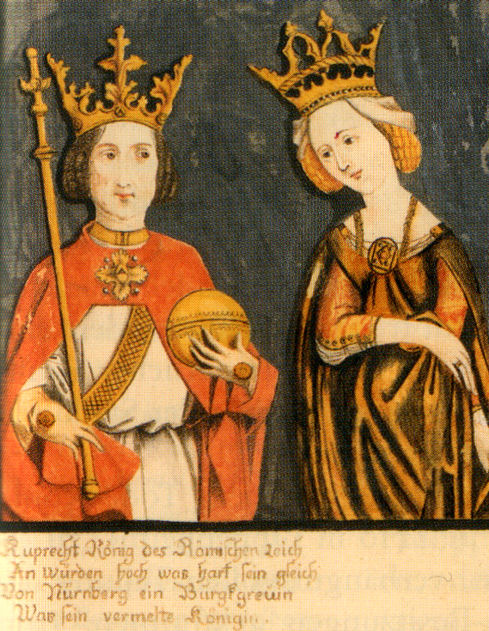
I. Rupert és felesége, Nürnbergi Erzsébet

Rupert 1374. június 27-én vette el Ambergben Nürnbergi Erzsébetet (1358 – 1411. július 26.), V. Frigyes nürnbergi őrgróf és Meisseni Erzsébet leányát. Kilenc gyermekük született.
1. Rupert[5] (1375. február 20., Amberg – 1397. január 25., Amberg).
2. Margit[5] (1376 – 1434. augusztus 27., Nancy), 1394-ben hozzáment II. Károly lotaringiai herceghez.
3. Frigyes[5] (kb. 1377, Amberg – 1401. március 7., Amberg).
4. III. Lajos rajnai palotagróf[5] (1378. január 23. – 1436. december 30., Heidelberg).
5. Ágnes[5] (1379 – 1401, Heidelberg), Heidelbergben ment hozzá, röviddel 1400 márciusa előtt Klevei Adolfhoz.
6. Erzsébet[5] (1381. október 27. – 1408. december 31., Innsbruck), Innsbruckban ment hozzá 1407. december 24-én IV. Frigyes osztrák herceghez.
7. János neumarkti palotagróf[5] (1383, Neunburg vorm Wald – 1443. március 13./14)., fia: III. Kristóf svéd, dán és norvég király
8. István simmerni palotagróf[5] (1385. június 23. – 1459. február 14., Simmern).
9. I. Ottó mosbachi palotagróf[5] (1390. augusztus 24., Mosbach – 1461. július 5.).

## Külső hivatkozások
- FMG/Palatinate

## Lásd még
- Német királyok listája
- Német királyok családfája
- Pfalz uralkodóinak listája

| Előd: II. Rupert | zweibrückeni palotagróf (1398 – 1410) | Utód: I. István |

| Előző uralkodó: II. Rupert | Rajnai palotagróf 1398 – 1410 mint pfalzi választófejedelem | Következő uralkodó: III. Lajos |

| 800 | 800       | 814       | 814      | 840      | 840 | 843 | 843       | 855       | 855       | 875       | 875        | 877        | 877 | 881 | 881         | 887         | 887 | 891 | 891 |
|     | I. Károly | I. Károly | I. Lajos | I. Lajos | —   | —   | I. Lothár | I. Lothár | II. Lajos | II. Lajos | II. Károly | II. Károly | —   | —   | III. Károly | III. Károly | —   | —   |     |

| 891 | 891 | 894 | 894     | 898     | 898    | 899    | 899 | 901 | 901        | 905        | 905 | 915 | 915         | 924         | 924 | 962 | 962     | 973     | 973      | 983      | 983 |
|     | Vid | Vid | Lambert | Lambert | Arnulf | Arnulf | —   | —   | III. Lajos | III. Lajos | —   | —   | I. Berengár | I. Berengár | —   | —   | I. Ottó | I. Ottó | II. Ottó | II. Ottó |     |

| 983 | 983 | 996 | 996       | 1002      | 1002 | 1014 | 1014       | 1024       | 1024 | 1027 | 1027       | 1039       | 1039 | 1046 | 1046        | 1056        | 1056 | 1084 | 1084       | 1105       | 1105 | 1111 | 1111      | 1125      | 1125 | 1133 | 1133        | 1137        | 1137 | 1155 | 1155 |
|     | —   | —   | III. Ottó | III. Ottó | —    | —    | II. Henrik | II. Henrik | —    | —    | II. Konrád | II. Konrád | —    | —    | III. Henrik | III. Henrik | —    | —    | IV. Henrik | IV. Henrik | —    | —    | V. Henrik | V. Henrik | —    | —    | III. Lothár | III. Lothár | —    | —    |      |

| 1155 | 1155       | 1190       | 1190       | 1197       | 1197 | 1209 | 1209     | 1215     | 1215 | 1220 | 1220        | 1250        | 1250 | 1312 | 1312        | 1313        | 1313 | 1328 | 1328      | 1347      | 1347 | 1355 | 1355       | 1378       | 1378 | 1410 | 1410 |
|      | I. Frigyes | I. Frigyes | VI. Henrik | VI. Henrik | —    | —    | IV. Ottó | IV. Ottó | —    | —    | II. Frigyes | II. Frigyes | —    | —    | VII. Henrik | VII. Henrik | —    | —    | IV. Lajos | IV. Lajos | —    | —    | IV. Károly | IV. Károly | —    | —    |      |

| 1410 | 1437     | 1437 | 1452 | 1452         | 1493         | 1493 | 1508 | 1508     | 1519     | 1519 | 1530 | 1530      | 1556      | 1556         | 1564         | 1564      | 1576      | 1576       | 1612       | 1612       | 1619       | 1619          | 1637 |
|      | Zsigmond | —    | —    | III. Frigyes | III. Frigyes | —    | —    | I. Miksa | I. Miksa | —    | —    | V. Károly | V. Károly | I. Ferdinánd | I. Ferdinánd | II. Miksa | II. Miksa | II. Rudolf | II. Rudolf | II. Mátyás | II. Mátyás | II. Ferdinánd |      |

| 1637 | 1637           | 1657           | 1657     | 1705     | 1705      | 1711      | 1711        | 1740        | 1740 | 1742 | 1742        | 1745        | 1745      | 1765      | 1765       | 1790       | 1790      | 1792      | 1792       | 1806       | 1806 |
|      | III. Ferdinánd | III. Ferdinánd | I. Lipót | I. Lipót | I. József | I. József | III. Károly | III. Károly | —    | —    | VII. Károly | VII. Károly | I. Ferenc | I. Ferenc | II. József | II. József | II. Lipót | II. Lipót | II. Ferenc | II. Ferenc |      |

| 800 | 800       | 814       | 814      | 840      | 840 | 843 | 843       | 855       | 855       | 875       | 875        | 877        | 877 | 881 | 881         | 887         | 887 | 891 | 891 |
|     | I. Károly | I. Károly | I. Lajos | I. Lajos | —   | —   | I. Lothár | I. Lothár | II. Lajos | II. Lajos | II. Károly | II. Károly | —   | —   | III. Károly | III. Károly | —   | —   |     |

| 891 | 891 | 894 | 894     | 898     | 898    | 899    | 899 | 901 | 901        | 905        | 905 | 915 | 915         | 924         | 924 | 962 | 962     | 973     | 973      | 983      | 983 |
|     | Vid | Vid | Lambert | Lambert | Arnulf | Arnulf | —   | —   | III. Lajos | III. Lajos | —   | —   | I. Berengár | I. Berengár | —   | —   | I. Ottó | I. Ottó | II. Ottó | II. Ottó |     |

| 983 | 983 | 996 | 996       | 1002      | 1002 | 1014 | 1014       | 1024       | 1024 | 1027 | 1027       | 1039       | 1039 | 1046 | 1046        | 1056        | 1056 | 1084 | 1084       | 1105       | 1105 | 1111 | 1111      | 1125      | 1125 | 1133 | 1133        | 1137        | 1137 | 1155 | 1155 |
|     | —   | —   | III. Ottó | III. Ottó | —    | —    | II. Henrik | II. Henrik | —    | —    | II. Konrád | II. Konrád | —    | —    | III. Henrik | III. Henrik | —    | —    | IV. Henrik | IV. Henrik | —    | —    | V. Henrik | V. Henrik | —    | —    | III. Lothár | III. Lothár | —    | —    |      |

| 1155 | 1155       | 1190       | 1190       | 1197       | 1197 | 1209 | 1209     | 1215     | 1215 | 1220 | 1220        | 1250        | 1250 | 1312 | 1312        | 1313        | 1313 | 1328 | 1328      | 1347      | 1347 | 1355 | 1355       | 1378       | 1378 | 1410 | 1410 |
|      | I. Frigyes | I. Frigyes | VI. Henrik | VI. Henrik | —    | —    | IV. Ottó | IV. Ottó | —    | —    | II. Frigyes | II. Frigyes | —    | —    | VII. Henrik | VII. Henrik | —    | —    | IV. Lajos | IV. Lajos | —    | —    | IV. Károly | IV. Károly | —    | —    |      |

| 1410 | 1437     | 1437 | 1452 | 1452         | 1493         | 1493 | 1508 | 1508     | 1519     | 1519 | 1530 | 1530      | 1556      | 1556         | 1564         | 1564      | 1576      | 1576       | 1612       | 1612       | 1619       | 1619          | 1637 |
|      | Zsigmond | —    | —    | III. Frigyes | III. Frigyes | —    | —    | I. Miksa | I. Miksa | —    | —    | V. Károly | V. Károly | I. Ferdinánd | I. Ferdinánd | II. Miksa | II. Miksa | II. Rudolf | II. Rudolf | II. Mátyás | II. Mátyás | II. Ferdinánd |      |

| 1637 | 1637           | 1657           | 1657     | 1705     | 1705      | 1711      | 1711        | 1740        | 1740 | 1742 | 1742        | 1745        | 1745      | 1765      | 1765       | 1790       | 1790      | 1792      | 1792       | 1806       | 1806 |
|      | III. Ferdinánd | III. Ferdinánd | I. Lipót | I. Lipót | I. József | I. József | III. Károly | III. Károly | —    | —    | VII. Károly | VII. Károly | I. Ferenc | I. Ferenc | II. József | II. József | II. Lipót | II. Lipót | II. Ferenc | II. Ferenc |      |